# Massimo Righi
Pour les articles homonymes, voir Righi.
Massimo Righi né à Rome le 10 mai 1935 et mort dans la même ville le 17 septembre 1983, est un acteur italien, souvent crédité Max Dean.

## Biographie
Massimo Righi, actif au cinéma de 1959  à 1979 est apparu dans trente cinq films. Il a joué dans neuf westerns spaghetti sous le pseudonyme Max Dean. Sa carrière décline à partir de 1971 et Righi abandonne le cinéma à la fin des 1970.

## Filmographie partielle
- 1961 : Maciste contre le Cyclope
- 1962 : Barabbas
- 1963 : Les Trois Visages de la peur
- 1964 : Six Femmes pour l'assassin (Sei donne per l'assassino) de Mario Bava
- 1965 : Le Dollar troué
- 1965 : Adiós gringo
- 1965 : La planète des vampires
- 1965 : Les Nuits de l'épouvante (La lama nel corpo) d'Elio Scardamaglia
- 1968 : La Bataille d'El Alamein
- 1969 : Ora X: Pattuglia suicida de Gaetano Quartararo